# Venstervliegen
De venstervliegen (Scenopinidae) zijn een familie uit de orde van de tweevleugeligen (Diptera), onderorde vliegen (Brachycera). Wereldwijd omvat deze familie zo'n 25 genera en 420 soorten.

## Onderverdeling
De familie venstervliegen is onderverdeeld in de volgende onderfamilies en geslachten:
- Onderfamilie: Caenotinae
  - Geslacht: Caenotus
- Onderfamilie: Proratinae
  - Geslacht: Acaenotus
  - Geslacht: Alloxytropus
  - Geslacht: Caenotoides
  - Geslacht: Jackhallia
  - Geslacht: Prorates
  - Geslacht: Proratites
- Onderfamilie: Scenopinae
  - Geslacht: Belosta
  - Geslacht: Brevitrichia
  - Geslacht: Caenoneura
  - Geslacht: Heteromphrale
  - Geslacht: Irwiniana
  - Geslacht: Metatrichia
  - Geslacht: Neopseudatrichia
  - Geslacht: Paramonova
  - Geslacht: Paratrichia
  - Geslacht: Prepseudatrichia
  - Geslacht: Propebrevitrichia
  - Geslacht: Pseudatrichia
  - Geslacht: Pseudomphrale
  - Geslacht: Riekiella
  - Geslacht: Scenopinus
  - Geslacht: Seguyia
  - Geslacht: Stenomphrale
- Niet geplaatst in een onderfamilie:
  - Geslacht: Cyrtosathe